# Kanefer Mlađi
Kanefer Mlađi ("lijepa duša") bio je princ drevnog Egipta, a živio je tijekom 4. dinastije. Bio je sin princa Kanefera Starijega, unuk faraona Snofrua te nećak faraona Kufua. Bio je brat Kauaba i princeze Meresank.